# Судебный штраф
Судебный штраф — мера юридической ответственности, представляющая собой имущественную санкцию, применяемую к лицам, участвующим в деле и содействующим правосудию, а также к иным субъектам за неисполнение возложенных на них законом или судом процессуальных обязанностей (в частности, нарушение порядка в судебном заседании, неявку без уважительных причин по вызову суда). Судебные штрафы налагаются судом в случаях и в размерах, предусмотренных процессуальным законодательством. Судебные штрафы, наложенные судом на не участвующих в рассмотрении дела должностных лиц государственных органов, органов местного самоуправления, организаций за нарушение предусмотренных федеральным законом обязанностей, взыскиваются из их личных средств.